# 岩崎ひろし
岩崎 ひろし（いわさき ひろし、1953年5月29日 - ）は、日本の俳優、声優。埼玉県出身。劇団青年座所属。本名は岩崎 博（読み同じ）。

## 来歴
テレビドラマ『太陽にほえろ!』が流行っていたことから役者を志す。
錦城高等学校卒業。青年座研究所5期卒業。1981年に劇団青年座へ入団。
初舞台は『ある馬の物語』。
40代になってから声優としての活動を始める。

## 人物
悪役から老人まで幅広い役を演じる。
『スター・ウォーズ・シリーズ』では、野沢那智の後を継いでC-3POの声を吹き替えた。また、野沢の没後にはアル・パチーノとブルース・ウィリス（共に野沢の持ち役として知られている）を『ゴッドファーザー（最終章）:マイケル・コルレオーネの最期（『ゴッドファーザー PART III（ソフト版）』の再編集版）』、『フィフス・エレメント（テレビ朝日版）』、『ダイ・ハード（テレビ朝日版）』、『ダイ・ハード2（テレビ朝日版）』の追加収録部分の代役としてそれぞれ担当した。
特技はジャズダンス、タップダンス、ギター、振り付け、乗馬。

## 出演（俳優）

### テレビドラマ
- 魔法少女ちゅうかなぱいぱい!（1989年、フジテレビ） - 魔天郎 役
- 魔法少女ちゅうかないぱねま!（1989年、フジテレビ） - 須田社長の部下 役
- NHK連続テレビ小説
  - 凛凛と（1990年）
  - あぐり（1997年）
  - さくら（2002年） - 矢富信吉 役
  - なつぞら（2019年）
- 木曜ゴールデンドラマ「娘からの宿題」（1990年、読売テレビ）
- 美少女仮面ポワトリン（1990年、フジテレビ） - 怪盗ミケランジェロ 役
- 検事・若浦葉子 第1話（1991年、日本テレビ）
- 電光超人グリッドマン（1993年、TBS） - 楽器店の店員 役
- 有言実行三姉妹シュシュトリアン（1993年、フジテレビ） - 紫外線 役
- 金田一少年の事件簿（1995年、日本テレビ）
- 大河ドラマ
  - 八代将軍吉宗（1995年） - 海保 役
  - 葵 徳川三代（2000年） - 酒井忠世 役
  - 武蔵 MUSASHI（2003年） - 藤六 役
  - 功名が辻（2006年） - 島津義弘 役
- 銀狼怪奇ファイル（1996年、日本テレビ） - 伊丹 役
- 火曜サスペンス劇場（日本テレビ）
  - 「転勤判事」（1997年）
  - 「女監察医 室生亜季子23・不審死体〜体は二つで心は一つ…夫殺しの妻と女弁護士の女の連帯〜」（1998年2月3日、東映） - 原（助教授） 役
  - 「指名手配1青森県八戸市、人口24万5千人、その中からたった1人の逃亡者を探し出せ！」（1998年11月24日） - 棚橋（タクシー会社求人担当） 役
  - 「地方記者・立花陽介12」（1998年12月15日） - 西口 役
  - 「苦い夜」  （1999年6月29日） - ダンサー 役
  - 下町・銭湯騒動記5 （2005年12月13日） - 北条 役
- 織田信長 天下を取ったバカ（1998年、TBS） - 堀田道空 役
- おばさんデカ 桜乙女の事件帖
  - おばさんデカ 桜乙女の事件帖4（1996年、フジテレビ） - 静岡県警の鑑識 役
  - おばさんデカ 桜乙女の事件帖8（2000年、フジテレビ） - 警官 役
  - おばさんデカ 桜乙女の事件帖14（2006年、フジテレビ） - 下着泥棒 役
- 愛のことば（2001年、東海テレビ）
- 弁護士猪狩文助 時の剣（2001年、TBS）
- 宮本武蔵（2001年、テレビ東京） - 青木丹左衛門 役
- 介護ヘルパー殺人事件簿（2001年、フジテレビ『金曜エンタテインメント』） - 刑事 役
- 旅行作家・茶屋次郎1 梓川清流殺人事件（2001年、テレビ東京） - 穂高精工社長 役
- 世直し公務員ザ・公証人1 （2002年、TBS） - 金田守 役
- パートタイム裁判官2（2007年、TBS） - 神山博史 役
- 必殺仕事人2009 第6話（2009年、テレビ朝日） - 隆玄 役
- NHKスペシャル終戦ドラマ「気骨の判決」（2009年、NHK） - 東條英機 役
- 高村薫サスペンス 去りゆく日に（2009年2月25日） - ホルモン屋の客 役
- ヤメ判 新堂謙介 殺しの事件簿2（2012年 - TBS）- 土産物店店主 役
- 正月時代劇「御鑓拝借〜酔いどれ小籐次留書〜」（2013年、NHK） - 明庵和尚 役
- 私は代行屋!2 〜事件推理請負人〜 放火殺人の罠!? 老舗料亭の跡目を巡る骨肉の争い! ハイエナと呼ばれた女の復讐劇! 異母姉妹の幼き記憶が呼び覚ます愛憎の殺意（2013年、テレビ朝日）

### 映画
- 釣りバカ日誌7（1994年）
- 釣りバカ日誌9（1997年） - 豊島 役
- 虹をつかむ男 南国奮斗篇（1997年） - 警察署員 役
- 釣りバカ日誌10（1998年） - 副島 役
- 花のお江戸の釣りバカ日誌（1998年） - 長屋の住人 役
- 溺れる魚（2001年） - 瀧本経理部長 役
- 釣りバカ日誌12 史上最大の有給休暇（2001年） - タクシー運転手 役
- 釣りバカ日誌13 ハマちゃん危機一髪!（2002年） - 蛸島 役
- 釣りバカ日誌15 ハマちゃんに明日はない!?（2004年） - 新幹線車掌 役
- 鋼の錬金術師 完結編 復讐者スカー（2022年） - ジョリオ・コマンチ 役

### 舞台
- 明日
- アニー（ルースター）
- グランドホテル
- 妻と社長と九ちゃん（森島三郎）
- ブンナよ、木からおりてこい（蛇）

## 出演（声優）
太字はメインキャラクター。

### テレビアニメ
1998年
- カウボーイビバップ（ジュリアス）

1999年
- アークザラッド（ガルアーノ）

2001年
- ゴーゴー五つ子ら・ん・ど（校長先生）

2002年
- サイボーグ009 完結編（石ノ森章太郎）
- ミッドナイトホラースクール（フクロウじいさん）

2003年
- シンデレラボーイ（ロベルト・デ・パニーニ）
- 人間交差点（山下）
- ポポロクロイス（2003年 - 2004年、チンさんJr、サボー先生、デブロボ、ヤズムビースト、ガストン 他）
- 無限戦記ポトリス（オネイダ）

2004年
- NARUTO -ナルト-（砂の守鶴）
- 火の鳥（日壇）
- モンキーパンチ漫画活動大写真「復讐屋」（銭亀）

2005年
- ギャラリーフェイク（キチエ）

2006年
- 内閣権力犯罪強制取締官 財前丈太郎（袴田邦弘）
- ルパン三世 セブンデイズ・ラプソディ（トゥクトゥクの運転手）

2007年
- 出ましたっ!パワパフガールズZ（寅坊竜太、フィーバーマン）
- モノノ怪「化猫」（福田寿太郎）

2008年
- ゲゲゲの鬼太郎（第5作）（辻神）
- ゴルゴ13（テリー・バートン）
- ロボディーズ 風雲篇（長老、ナレーション）
- ONE PIECE（2008年 - 2023年、ドクトル・ホグバック、クマシー、キャロライン、黒炭オロチ）

2009年
- そらのおとしもの（2009年 - 2010年、じっちゃん、会長の父）- 2シリーズ
- ねぎぼうずのあさたろう（染右衛門）

2011年
- TIGER & BUNNY（斎藤さん）
- NARUTO -ナルト- 疾風伝（バンナ）
- べるぜバブ（2011年 - 2012年、邦枝の祖父〈邦枝一刀斎〉、高橋先生）

2012年
- スマイルプリキュア!（2012年 - 2013年、アカオーニ / オニニン）
- トリコ（愚衛門）

2013年
- 新世界より（金子所長）

2014年
- エスカ&ロジーのアトリエ 〜黄昏の空の錬金術士〜（村人、村長）
- ガイストクラッシャー（書記長）
- 神撃のバハムート シリーズ（2014年 - 2017年、バッカス）- 2シリーズ
- 曇天に笑う（屍千狼）
- ヒーローバンク （永田無作）
- 棺姫のチャイカ AVENGING BATTLE（クレイ・モーガン）
- ブレイドアンドソウル（魚の民のリーダー）
- 蟲師 続章（船頭）

2016年
- 学戦都市アスタリスク（ギュスターヴ・マルロー）
- 昭和元禄落語心中（2016年 - 2017年、係員、ペー助師匠、文鳥師匠、大向う、席亭）- 2シリーズ
- ハイキュー!! 烏野高校 VS 白鳥沢学園高校（横山静康）
- モブサイコ100（遺志黒（正体））

2017年
- アイドル事変（原蔵人）
- TRICKSTER -江戸川乱歩「少年探偵団」より-（立石善治郎）
- バチカン奇跡調査官（ジェームズ・チェスター）
- 時間の支配者（雷虎）
- 僕の彼女がマジメ過ぎるしょびっちな件（バター〈犬〉）

2018年
- 七つの大罪 シリーズ（2018年 - 2020年、ガラン） - 2シリーズ
- タイムボカン 逆襲の三悪人（松尾芭蕉）
- BORUTO-ボルト- NARUTO NEXT GENERATIONS（2018年 - 2019年、守鶴）
- レイトン ミステリー探偵社 〜カトリーのナゾトキファイル〜（デミック・アッカー）
- ゲゲゲの鬼太郎（第6作）（まくら返し）
- はねバド!（亘壮一郎）
- 深夜!天才バカボン（課金後輩）
- ルパン三世 PART5（ジルベルスタイン）
- 邪神ちゃんドロップキック（悪魔悪徳業者）

2019年 
- おしりたんてい（2019年 - 2022年、パオット）
- キャロル&チューズデイ（トビー）
- 真・中華一番!（トウリ）
- ファンタシースターオンライン2 エピソード・オラクル（老人）

2020年
- アサティール 未来の昔ばなし（リヤド）
- ドラゴンクエスト ダイの大冒険 (2020)（2020年 - 2022年、まぞっほ）
- アーヤと魔女（Mr.ジェンキンス）

2021年
- SCARLET NEXUS（科学者）
- 進化の実〜知らないうちに勝ち組人生〜（2021年 - 2023年、バーナバス・エイブリット） - 2シリーズ

2022年
- であいもん（巽政）
- 名探偵コナン（2022年 - 2023年、向井幸吉、乃木岳人）
- オーバーロードIV（ナイウーア）
- 連盟空軍航空魔法音楽隊ルミナスウィッチーズ（シリル・ド・ゴール）
- うる星やつら (2022)（面堂の祖父）

2023年
- 解雇された暗黒兵士（30代）のスローなセカンドライフ（スミス）

2024年
- 七つの大罪 黙示録の四騎士（カオス＝ガラン）
- 怪獣8号（老人）
- 科学×冒険サバイバル!（2024年 - 2025年、ノウ博士）
- パーティーから追放されたその治癒師、実は最強につき（ミスト）
- 夏目友人帳 漆（旅妖怪）

2025年
- 俺だけレベルアップな件 Season 2 -Arise from the Shadow-（堀口）
- るろうに剣心 -明治剣客浪漫譚- 京都動乱（近江彦左衛門）
- 戦隊大失格（老人）
- ガチアクタ（裁判官）

### 劇場アニメ
2000年代
- The AURORA 海のオーロラ（2000年、末松タカシ）
- 劇場版 甲虫王者ムシキング グレイテストチャンピオンへの道（2005年、ブラック博士）
- ホッタラケの島 〜遥と魔法の鏡〜（2009年、兵士兄弟・弟）

2010年代
- チベット犬物語 〜金色のドージェ〜（2012年、アマラ）
- ドラゴンエイジ -ブラッドメイジの聖戦-（2012年、フレニック）
- 劇場版 TIGER & BUNNY シリーズ（2012年 - 2014年、斎藤さん） - 2作品
- バケモノの子（2015年）
- 交響詩篇エウレカセブン ハイエボリューション1（2017年、テルヒ・クゼミ）
- さよならの朝に約束の花をかざろう（2018年、メザーテ王）
- 映画 おしりたんてい カレーなる じけん（2019年、パオット）

2020年代
- 人体のサバイバル!（2020年、ノウ博士）
- 劇場版 美少女戦士セーラームーンCosmos（2023年、ワイズマン）

### OVA
- かいけつゾロリの恐怖の花嫁作戦!!（2002年、チリドック屋）
- ドラゴンボール 超サイヤ人絶滅計画（2010年、ライチー）
- 金田一少年の事件簿 「黒魔術殺人事件」（2013年、火祀青竜）

### Webアニメ
2000年代
- FLAG（2006年、クリスチャン・ベローキ）

2010年代
- 美少女戦士セーラームーンCrystal（2015年、ワイズマン）
- 科学漫画サバイバルシリーズ スペシャル動画（2019年、ノウ博士）
- 聖闘士星矢: Knights of the Zodiac（2019年、天秤座の童虎）

2020年代
- 無限の住人-IMMORTAL-（2020年、山田浅右衛門吉寛）
- ぶらどらぶ（2021年、マイのパパ）
- TIGER & BUNNY 2（2022年、斎藤さん）
- スプリガン（2022年、ケルトハイマー大尉）
- 悪魔くん（2023年、江井）

### ゲーム
1999年
- 俺の料理

2001年
- ジャック×ダクスター 旧世界の遺産（青の賢者）
- ファイナルファンタジーX（ヨー・マイカ）

2002年
- ガチャろく（よいどれ）
- ダーククロニクル（エンペラーマーダン）

2003年
- ガチャろく2〜今度は世界一周よ!!〜（よいどれ）

2004年
- クラッシュ・バンディクー 爆走!ニトロカート（ギアリー）
- ジャック×ダクスター2（ブラッター）

2007年
- Heavenly Sword 〜ヘブンリーソード〜（キング・ボハン）
- ラチェット&クランク FUTURE（タキオン）

2010年
- キングダム ハーツ バース バイ スリープ（大公）

2011年
- スカイリム（シセロ）

2012年
- Kinect スター・ウォーズ（C-3PO）
- リズム怪盗R 皇帝ナポレオンの遺産（フォンデュ、ロアン）

2013年
- スーパーロボット大戦OGサーガ 魔装機神III PRIDE OF JUSTICE（セウラント・ペイ・ボラキス）
- トリコ グルメガバトル!（愚衛門）

2014年
- 神撃のバハムート（バッカス）
- SOUL SACRIFICE DELTA（ペンドラゴン）
- ヒーローバンク2（永田無作）

2015年
- ドラゴンクエストVIII 空と海と大地と呪われし姫君（トロデ）
- ドラゴンボール ゼノバース（タイムパトローラー）
- Fallout 4（コズワース・Mr ハンディタイプ・Mr ガッツィータイプ）
- ランページ ランド ランカーズ（ボス）

2016年
- ドラゴンボール ゼノバース2（タイムパトローラー）
- バンドやろうぜ!
- √Letter ルートレター（田中耕介）
- レゴ スター・ウォーズ/フォースの覚醒（C-3PO）
- ワールド オブ ファイナルファンタジー（アダマンタイマイさん）

2018年
- デトロイト ビカム ヒューマン（ハンク）
- √Letter ルートレター Last Answer（田中耕介）
- ドラゴンクエストライバルズ（トロデ）

2019年
- スーパードラゴンボールヒーローズ ワールドミッション（Dr.ライチー）

2020年
- ドラゴンボールZ カカロット（鶴仙人）
- The Last of Us Part II（アイザック）

2021年
- ファミコン探偵倶楽部 消えた後継者（熊田医師）

2022年
- レゴ スター・ウォーズ：スカイウォーカー・サーガ（C-3PO）

2023年
- Starfield（バレット）
- インフィニティ ストラッシュ ドラゴンクエスト ダイの大冒険（まぞっほ）

### ラジオドラマ
- 死神の精度（2006年、プロデューサーの男 他）
- 花の慶次（2014年、骨、老人、武将）

### 吹き替え

#### 担当俳優
アンソニー・ダニエルズ
- シュガー・ラッシュ:オンライン（C-3PO）
- スター・ウォーズシリーズ（C-3PO）
  - スター・ウォーズ エピソード4/新たなる希望特別篇 ※日本テレビ版
  - スター・ウォーズ エピソード1/ファントム・メナス
  - スター・ウォーズ エピソード2/クローンの攻撃
  - スター・ウォーズ エピソード3/シスの復讐
  - スター・ウォーズ/フォースの覚醒
  - ローグ・ワン/スター・ウォーズ・ストーリー
  - スター・ウォーズ/最後のジェダイ
  - スター・ウォーズ/スカイウォーカーの夜明け
  - オビ＝ワン・ケノービ
  - アソーカ

- LEGO® ムービー（C-3PO）

ウィル・フェレル
- アザー・ガイズ 俺たち踊るハイパー刑事!（アレン・ギャンブル刑事）
- ジェイ&サイレント・ボブ 帝国への逆襲（ウィレンホリー）※ソフト版
- ズーランダー（ジャコビ・ムガトゥ）
  - ズーランダー NO.2

- パパVS新しいパパ（ブラッド・ウィテカー）
  - パパVS新しいパパ2

エリック・ツァン
- インファナル・アフェア（ホン・サム）※ソフト版
- インファナル・アンフェア 無間笑（ホン・サム）
- グレート・アドベンチャー（コング）
- 星願 あなたにもういちど（ジャンボ）
- モンスター・ハント（ジューガオ）

ジョン・キャロル・リンチ
- 狂っちゃいないぜ（ドクター・フリーズ）
- テッド2（トム・ジェサップ）
- ファウンダー ハンバーガー帝国のヒミツ（マック・マクドナルド）

スタンリー・トゥッチ
- インフェクテッドZ（マイケル・ヤンセン教授）
- 教皇選挙（アルド・ベリーニ枢機卿）
- サイドウォーク・オブ・ニューヨーク（グリフィン）
- Shall We Dance?（リンク・ピータース）※ソフト版
- JOLT/ジョルト（マンチン医師）
- スポットライト 世紀のスクープ（ミッチェル・ガラベディアン）
- バーレスク（ショーン）
- ハンガー・ゲームシリーズ（シーザー・フリッカーマン）
  - ハンガー・ゲーム
  - ハンガー・ゲーム2
  - ハンガー・ゲーム FINAL: レジスタンス
  - ハンガー・ゲーム FINAL: レボリューション

- プラダを着た悪魔（ナイジェル）※日本テレビ版
- 魔女がいっぱい（ストリンガー）
- ラブリーボーン（ジョージ・ハーヴイ）

スティーヴ・オースティン
- スティーヴ・オースティン ザ・ストレンジャー（トム・トマシェフスキー）
- スティーヴ・オースティン ザ・ダメージ（ジョン）
- スティーヴ・オースティン ザ・ハンティング（ジム）
- スティーヴ・オースティン S.W.A.T.（テイト）
- スティーヴ・オースティン 復讐者（ライアン）
- 沈黙の監獄（マニング）

スティーヴ・カレル
- バイス（ドナルド・ラムズフェルド）
- ブルース・オールマイティ（エヴァン・バクスター）
- リトル・ミス・サンシャイン（フランク・ギンスバーグ）

スティーヴン・トボロウスキー
- ガーフィールド（ハッピー・チャップマン）
- グリマーマン（クリストファー・メイナード）※テレビ朝日版
- デンジャラス・ビューティー2（トム・アバナシー）※日本テレビ版
- フォーチュン・クッキー（エルトン・ベイツ）

トニー・シャルーブ
- 13ゴースト（アーサー・クリティコス）
- シビル・アクション（ケヴィン・コンウェイ）
- スパイキッズシリーズ（アレクサンダー・ミニオン）
  - スパイキッズ ※ソフト版
  - スパイキッズ2 失われた夢の島
  - スパイキッズ3-D:ゲームオーバー

- 1408号室（サム・ファレル）
- ファイティング×ガール（サム・ラロッカ）

ブルース・ウィリス
- オーシャンズ12（本人役）※ソフト版
- ダイ・ハードシリーズ（ジョン・マクレーン）※テレビ朝日版追加録音部分
  - ダイ・ハード
  - ダイ・ハード2

- チャーリーズ・エンジェル フルスロットル（ウィリアム・ローズ・ベイリー）※劇場公開版
- フィフス・エレメント（コーベン・ダラス）※テレビ朝日版（追加録音部分）
- ホーキーのおくりもの（ミスター・ブランドフォード）

ポール・ジアマッティ
- 交渉人（ルディ・ティモンズ）※ソフト版
- コズモポリス（ベノ・レヴィン）
- 終着駅 トルストイ最後の旅（ウラジミール・チェルトコフ）
- シンデレラマン（ジョー・グールド）
- ターボ（チェット）
- デュプリシティ 〜スパイは、スパイに嘘をつく〜（ディック・ガーシック）
- PLANET OF THE APES/猿の惑星（リンボー）※ソフト版

ユージン・レヴィ
- 12人のパパ2（ジミー・マートー）
- ナイト ミュージアム2（アルバート・アインシュタイン）
- マーダーズ・イン・ビルディング シーズン4（本人役）

ローワン・アトキンソン
- ジョニー・イングリッシュシリーズ（ジョニー・イングリッシュ）
  - ジョニー・イングリッシュ ※BD版
  - ジョニー・イングリッシュ 気休めの報酬
  - ジョニー・イングリッシュ アナログの逆襲

- スクービー・ドゥー（モンタヴェリアス）
- ネバーセイ・ネバーアゲイン（フォーセット）※ソフト版
- ビーン（Mr.ビーン）※日本テレビ版
- ラットレース（エンリコ・ポリーニ）
- ラブ・アクチュアリー（ルーファス）
- ローワン・アトキンソンのヒトvsハチ（トレヴァー）

ロビン・ウィリアムズ
- インソムニア（ウォルター・フィンチ）※テレビ朝日版
- A.I.（Dr.ノウ）※TBS版
- グリフィン家のウエディングノート（モナハン）
- ナイト ミュージアムシリーズ（セオドア・ルーズベルト）
  - ナイト ミュージアム
  - ナイト ミュージアム2
  - ナイト ミュージアム/エジプト王の秘密

- ミラクル・ニール!（デニスの声）
- ライセンス・トゥ・ウェディング（フランク牧師）
- ロビン・ウィリアムズのクリスマスの奇跡（ヴァージル・ミッチラー）

#### 映画（吹き替え）
- アイ・アム・サム（ロバート）※日本テレビ版
- アイ・アム・デビッド（パン屋）
- アイアン・スカイ（リヒター博士[64]）
- アイアンマン（ジム・クレイマー）※劇場公開版
- アイ・スパイ（TJ〈ヴィヴ・リー・コック〉、オフィスの男、ボディガード）
- アイスランド（ユーリ・ブレジコフ〈マーク・A・シェパード〉）
- アイズ ワイド シャット（日本人〈伊川東吾〉）
- 愛の妖精 アニーベル（ジョージ）※ソフト版
- アカデミー 栄光と悲劇（オットー・プレミンシャー〈クラウス・マリア・ブランダウアー〉）
- 悪魔の毒々モンスター 新世紀絶叫バトル（ティト、ホッキング博士〈ジェームズ・ガン〉）
- 悪霊喰（トーマス・ギャレット〈マーク・アディ〉）
- 穴/HOLES（ペンダンスキー〈ティム・ブレイク・ネルソン〉、判事〈マイケル・カバナー〉）
- アビエイター（ノア・ディートリッヒ〈ジョン・C・ライリー〉）
- アラスカ・ケビン 史上最大の犬ぞり大作戦（カーター〈リック・メイヨール〉）
- アラン・スミシー・フィルム（アラン・スミシー〈エリック・アイドル〉、ビリー・バーティ）
- アリス・イン・ワンダーランド（チェシャ猫〈スティーヴン・フライ〉）※フジテレビ版
- アルマゲドン（ダン・トゥルーマン〈ビリー・ボブ・ソーントン〉）※日本テレビ版
- アロハ（カーソン・ウェルチ〈ビル・マーレイ〉）
- アンダーワールド ビギンズ
- イーナちゃんとテディベア
- 1911（林森）
- インクハート/魔法の声（カプリコーン〈アンディ・サーキス〉）
- IN DREAMS/殺意の森（ヴィヴィアン・トンプソン〈ロバート・ダウニー・ジュニア〉）※VHS版
- ヴァージン・ハンド（ケラージ〈エリオット・グールド〉）
- ヴァイラス（スクィーキー〈ジュリオ・オスカー・メチョソ〉）※日本テレビ版
- ヴァンパイア/最期の聖戦
- ヴァン・ヘルシング（イゴール〈ケヴィン・J・オコナー〉）※劇場公開版
- ウィズ（ハーマン・スミス / ウィズ〈リチャード・プライヤー〉）
- ウィズアウト・ユー（バッキー）
- ウィズ・ユー（リッキー・シュロス〈ケヴィン・ベーコン〉）
- Vフォー・ヴェンデッタ（ウィリー・フィンガーマン、ヘイアー、フレッド）
- ウエスト・サイド物語（クラプキ巡査、ダンスホールの指導員〈ジョン・アスティン〉）※テレビ東京版
- ウォーターワールド（ドクター〈ジョン・フレック〉）※テレビ東京版
- ウォンカとチョコレート工場のはじまり（バジル〈サイモン・ファーナビー〉[65]）
- ウォンタクの天使（カン・ヨンギュ〈イム・ハリョン〉）
- ウソから始まる恋と仕事の成功術（グレッグ〈ルイ・C・K〉）
- A.I.（ジョンソン＝ジョンソン卿〈ブレンダン・グリーソン〉）※ソフト版
- エージェント・コーディ ミッション in LONDON（ネヴィル・トラブショー）
- エア・バディ（ノーム・スニヴェリー〈マイケル・ジェッター〉）
- エイリアン ディレクターズカット版（アッシュ〈イアン・ホルム〉）
- エイリアン:ロムルス（ルーク[66]）
- エクソシスト（ジョー・ダイアー神父〈ウィリアム・オマリー〉）※ソフト版・日本テレビ版
- エンター・ザ・フェニックス（ハチ〈ロー・カーイン〉）
- エンド・オブ・ザ・ワールド2014（ウォルター・ブラウン〈ブラッド・ドゥーリフ〉）
- エンド・オブ・デイズ（シカゴ〈ケヴィン・ポラック〉）※テレビ朝日版
- エンドゲーム 大統領最期の日（シェイキー・フラー〈デヴィッド・セルビー〉、ピーター・ラムジー〈ベニート・マルティネス〉）
- オースティン・パワーズ:デラックス（ミニ・ミー〈ヴァーン・トロイヤー〉）
- オースティン・パワーズ ゴールドメンバー（ミニ・ミー、ミニ・オースティン〈ヴァーン・トロイヤー〉）
- オー!マイ・ゴースト（病院の弁護士）
- おかしな二人（オスカー・マディソン〈ウォルター・マッソー〉[67]）※VOD版
- 踊れトスカーナ!（ナルドーネ）
- 俺たちニュースキャスター（バイカーの男〈ジャック・ブラック〉）
- 快盗ブラック・タイガー（ドゥア区長、ヤム軍曹）
- 壊滅暴風圏/カテゴリー6（クリス・ハイウッド〈ブライアン・マーキンソン〉）※テレビ東京版
- 帰ってきた白バイ野郎ジョン&パンチ（ナイマン）
- カサノバ（ピエトロ・パブリッツィオ〈オリヴァー・プラット〉）
- 華麗なるギャツビー（ニューヨークジャーナルのレポーター）※ソフト版
- カントリーベアーズ（テネシー・オニール〈トビー・ハス〉[68]）
- カンパニー・マン（バジル・C・ダン〈デヴィッド・ヒューレット〉）
- カンフー少女（リンホーの父〈ユン・ワー〉）
- カンフーハッスル（仕立て屋の店主）
- 紀元前1万年（高僧）※テレビ朝日版
- キャッチ・ミー・イフ・ユー・キャン（ロジャー・ストロング〈マーティン・シーン〉）
- キャッツ & ドッグス（キャリコ〈ジョン・ロヴィッツ〉）
- キャッツ & ドッグス 地球最大の肉球大戦争（Mr.ティンクルズ〈ウォーレス・ショーン〉）
- キャプテン・ウルフ（ドウェイン・マーニー〈ブラッド・ギャレット〉）
- ギャング・オブ・ニューヨーク（マグロイン〈ゲイリー・ルイス〉）※日本テレビ版
- ギャングシティ（ジョー・ドゥ / ウィリアム〈デニス・クエイド〉）
- ギャングスター・ナンバー1（レニー・テイラー）
- キル・ブル 最強おバカ伝説（ユンパ・トーマン〈スティッグ・フローデ・ヘンリクセン〉）
- 銀河ヒッチハイク・ガイド（ジェルツ大尉〈リチャード・グリフィス〉）
- キング・オブ・コップ（ウィリアム・ウォーデン、エドワーズ市長）
- キングスマン:ゴールデン・サークル（エルトン・ジョン[69]）
- クールボーダー（エリック〈トーマス・レノン〉）
- クールマネー（サム・ナロ）
- クラッシュ（ファハド〈ショーン・トーブ〉）
- クラッシュ・ダイブ II（シコフ大臣、ダニンスキー）※ソフト版
- グラディエーターII 英雄を呼ぶ声（トラエクス〈ティム・マッキナリー〉[70]）
- クリビアにおまかせ!（ボーデフォル）
- クリムゾン・リバー（ダーマン）※フジテレビ版
- グリンチ（フーブリス〈クリント・ハワード〉）※ソフト版
- クレージーモンキー 笑拳（セン・セイ〈リー・クン〉）※ブロードウェイ版
- クロコダイル・ダンディー2（アースキン、自殺願望の男、フジ）※テレビ朝日版
- K-9:はみだしコンビ大復活!（モ－リス）
- 剣客之恋（チャン・チーダン〈ウォン・ヤッフェイ〉、皇帝）
- ゴーストバスターズ（ホテル支配人〈マイケル・エンサイン〉）※ソフト版
- 交渉人（トンレー）※テレビ朝日版
- コックと泥棒、その妻と愛人（テリー・フィッチ〈イアン・デューリー〉）
- ゴッドファーザー PART III（マイケル・コルレオーネ〈アル・パチーノ〉）※『最終章』追加収録部分[9]
- コップランド（ジャック・ラッカー〈ロバート・パトリック〉）※日本テレビ版
- コピーキャット（ハーヴェイ）※テレビ東京版
- コンタクト（ビル・クリントン大統領）※テレビ東京版
- サージェント・ペッパー ぼくの友だち（ジョニー・ジンガー〈ウルリク・トムセン〉）
- 13デイズ（アーサー・ランドール〈デイキン・マシューズ〉、スコッティ・レストン、ピアース艦長〈マイケル・ガストン〉、ウォルター・シェリダン）※ソフト版
- 13 ラブ 30 サーティン・ラブ・サーティ（リチャード〈アンディ・サーキス〉）
- 最'新'絶叫計画（ドワイト〈デヴィッド・クロス〉）※ソフト版、（ハンソン〈クリス・エリオット〉）※Netflix版
- 最'狂'絶叫計画（ラップ・バトルの審査員〈サイモン・コーウェル〉）
- 最終絶叫計画4（ミスター・コウジ）
- サウンド・オブ・サイレンス（ルイス・サックス〈オリヴァー・プラット〉）※ソフト版
- ザ・エージェント（チャド、カルヴィン・ナック）※日本テレビ版
- ザ・サイト（エリック・ミルズ巡査部長）
- ザ・セル（カール・スターガー〈ヴィンセント・ドノフリオ〉）
- サハラ 死の砂漠を脱出せよ（ザテッド・カジーム将軍〈レニー・ジェームズ〉）※ソフト版
- ザ・ビーチ（ダフィ・ダック〈ロバート・カーライル〉）※ソフト版
- ザ・ファントム ※テレビ朝日版
- ザ・リディーマー（アラクラン〈ホセ・ルイス・モスカ〉）
- ザ・ロック（パウロ、ヘイドン・シンクレア大統領補佐官）※日本テレビ版
- シークレット/嵐の夜に（ピート・ルイス〈ケヴィン・アンダーソン〉）
- シークレット・ルーム（レオン・ヴェント〈マックス・ティドフ〉）
- シービスケット（ティックトック・マクグローリン〈ウィリアム・H・メイシー〉）
- 幸せへのキセキ（ダンカン・ミー〈トーマス・ヘイデン・チャーチ〉）
- ジェイ&サイレント・ボブ 帝国への逆襲（ウェス・クレイヴン）※ソフト版
- ジェヴォーダンの獣（年老いたトマ・ダプシェ〈ジャック・ペラン〉）
- 灼熱のポールダンス（フランコ・カンポス）
- シャンハイ・ヌーン（ウォラス〈ウォルトン・ゴギンズ〉）※テレビ朝日版
- ジュール・ベルヌの冒険（パスパルトゥー）
- ジュエルに気をつけろ!（グレッグ・スプラドリング）
- 少林サッカー（鉄の頭）※日本公開版
- 少林サッカー外伝（大兄貴〈ウォン・ヤッフェイ〉）
- 少林寺木人拳（リンクン大師）※ブロードウェイ版
- 処刑人II（ゴージャス・ジョージ、ダグラス・マッキーニー神父）
- 女子高生チェーンソー（ヴァーデン校長〈マイケル・マコノヒー〉）
- ジョニー・イングリッシュ（ディーター・クライン）※劇場公開版
- ジョンQ -最後の決断-（レスター・マシューズ〈エディ・グリフィン〉）※日本テレビ版
- ジングル・オール・ザ・ウェイ2（ジェフリー〈マティ・フィノッキオ〉）
- シンデレラ（ライオネル〈ジェイソン・アレクサンダー〉）※Disney+版
- スカイ・ハイ（メデューラ〈ケヴィン・マクドナルド〉）
- スクリーム・チーム/ぼくらの幽霊退治（リチャード・カーライル）
- スコーピオン（ダミトリー〈ケヴィン・ポラック〉）
- スターは駐車係に恋をする（ダニエル〈アレックス・フェルナンデス〉）
- スタンドアップ（アーレン・パヴィッチ〈ザンダー・バークレー〉）
- スチュアート・リトル（店員〈テイラー・ネグロン〉）※ソフト版
- スティル・クレイジー（ブライアン・ロヴェル〈ブルース・ロビンソン〉、クライヴ）
- スナッチ（ボリス・“ザ・ブレイド”〈ラデ・シェルベッジア〉）※デラックス・エディション版
- スパイダー（オリー・マッカーサー〈ディラン・ベイカー〉）※テレビ朝日版
- スパルタンX（ディノ〈ジョセフ・ルイス・フォノル〉[71]、患者〈ウー・マ〉）※ソフト版
- スペース カウボーイ（ジェイ・レノ）※日本テレビ版
- スモーキン・エース/暗殺者がいっぱい（スタンリー・ロック〈アンディ・ガルシア〉）
- スモール・ソルジャーズ（アーウィン・ウェイフェア〈デヴィッド・クロス〉）※日本テレビ版
- SAFE/セイフ（ウルフ警部〈ロバート・ジョン・バーク〉）
- セイブ・ザ・ワールド（ジェリー・パイザー〈アルバート・ブルックス〉）
- 成龍拳（総督）※ブロードウェイ版
- 世界で一番パパが好き!（グリーニー〈スティーヴン・ルート〉）
- セッションズ（ブレンダン神父〈ウィリアム・H・メイシー〉）
- セブンD（フランク・コジンスキー、ブラウン医師）
- ゼロ・グラビティ（管制室・男〈エド・ハリス〉）
- 戦場からの脱出（Y.C.）
- 洗脳（ドリアン・ニューベリー〈ウィリアム・サドラー〉）
- ソニック・ザ・ムービー（クレイジー・カール〈フランク・C・カーナー〉[72]）
- ターミネーター（シルバーマン〈アール・ボーエン〉）※テレビ東京版
- 大脱走（アイブス）※テレビ東京版
- タイタニック（ルイス・ボーディーン〈ルイス・アバナシー〉）※フジテレビ版
- タイムマシン大作戦（トルカン教頭〈J.P.マヌー〉）
- タイムリミット（チェイ〈ジョン・ビリングズリー〉）※機内上映版
- 太陽の雫（ロッシャ大尉、主席裁判官）
- タキシード（シムズ博士〈ピーター・ストーメア〉）
- TAXi②（ファロ病院の医師）※フジテレビ版
- TAXi ダイヤモンド・ミッション（レジス〈リオネル・ラジェ〉[73]）
- 007/慰めの報酬（ボリビア人タクシー運転手）※BSジャパン版
- タロットカード殺人事件（ジョー・ストロンベル〈イアン・マクシェーン〉）
- タワーリング・インフェルノ（ハーリー・クレイボーン〈フレッド・アステア〉）※BSジャパン版
- ダンジョン&ドラゴン2（ニム）
- ダンジョンズ&ドラゴンズ/アウトローたちの誇り（ザス・タム〈イアン・ハンモア〉[74]）
- ダンス・ウィズ・ミー（マイケル）
- ダンス・レボリューション2（カプール）
- 父親たちの星条旗（テナック）
- チャーリーズ・エンジェル（痩せ男〈クリスピン・グローヴァー〉）※ソフト版
- チャーリーズ・エンジェル フルスロットル（痩せ男〈クリスピン・グローヴァー〉）※劇場公開版
- チャイルド・コレクター/溺死体（マイロ・スピヴァク）
- 蝶の舌（マシアス）
- ツイステッド（エドマンド・カトラー〈リーランド・オーサー〉）
- ティアーズ・オブ・ザ・サン（マイケル・“スロー”・スロウェンスキー〈ニック・チンランド〉）
- デイ・アフター・トゥモロー
- ディアボリカル（オースティン・ハミルトン〈パトリック・フィッシュラー〉）
- デイ・オブ・ザ・ディシジョン2（ピーター・チャン、ガー・クジンコフ大尉）
- ディケンズのニコラス・ニクルビー（クラムルズ夫人〈バリー・ハンフリーズ〉、ブルッカー）
- DISCO ディスコ（ディディエ・グランドルジュ）
- デイブは宇宙船（機関士〈ジュダ・フリードランダー〉）
- ディボース・ショウ（ガス・ペッチ〈セドリック・ジ・エンターテイナー〉、ジョー〈アーウィン・キーズ〉）
- テイラー・オブ・パナマ（ハリー〈ジェフリー・ラッシュ〉）
- デス・ルーム（ルーシー博士〈ケン・ラッセル〉）
- デス・レース 2050（UCA会長〈マルコム・マクダウェル〉）
- テッド（トム・スケリット、ミン〈ロバート・ウー〉）
- デッド・インパクト 処刑捜査（カプロウ〈ジョー・パントリアーノ〉）
- デッド・レイン（モート〈トム・ヌーナン〉）
- デュークス・オブ・ハザード（クーター・ダヴェンポート〈デヴィッド・ケックナー〉）
- 天国の口、終りの楽園。（チュイ）
- 伝説のロックスター再生計画!（セルジオ〈ショーン・コムズ〉）
- トゥルー・クライム（プッシー・マン〈エリック・キング〉）※日本テレビ版
- ドクター・ドリトル（雄鳩〈ギャリー・シャンドリング〉）※ソフト版、（酔っ払った猿〈フィリップ・プロクター〉、スカンク〈エディ・フライアーソン〉）※日本テレビ版
- ドクター・ドリトル2（酔っ払った猿〈フィリップ・プロクター〉）※テレビ朝日版
- どつかれてアンダルシア (仮)
- トップガン（ジェスター〈マイケル・アイアンサイド〉）※日本テレビ版
- ドラキュラ（R・M・レンフィールド〈トム・ウェイツ〉）※新ソフト版
- トランサー 霊幻警察（チャン〈ロー・カーイン〉）
- トランスフォーマー（ボビー・ボリビア〈バーニー・マック〉）
- トランスフォーマー/リベンジ (国境警備員〈ディープ・ロイ〉)
- トランスフォーマー/ダークサイド・ムーン（レッドフット〈ジョン・ディマジオ〉）
- ドリームキャッチャー（ダディッツ〈ドニー・ウォールバーグ〉）
- ドリブルX（バック・ワイルド、ドロップ・スクワッドのコーチ〈マーク・キューバン〉）
- トワイライト 特別篇（チャーリー・スワン〈ビリー・バーク〉）※日本テレビ版
- ナイト ミュージアム2（考える人〈ハンク・アザリア〉※アルバート・アインシュタイン〈ユージン・レヴィ〉と兼役
- ナショナル・セキュリティ（ワシントン警部補〈ビル・デューク〉）
- ナチョ・リブレ 覆面の神様（ギレルモ）
- ナッティ・プロフェッサー クランプ教授の場合 ※日本テレビ版
- なりすましアサシン（ミゲル・クエト大統領〈キム・コーツ〉）
- ナルニア国物語/第2章: カスピアン王子の角笛（トランプキン〈ピーター・ディンクレイジ〉）
- 28年後...（ケルソン先生〈レイフ・ファインズ〉[75]）
- 二重誘拐（レイ・フラー捜査官〈マット・クレイヴン〉）
- ニューオーリンズ・トライアル（ハーマン・グライムズ、ジャノヴィッチ〈ネスター・セラーノ〉、キンケイド、バリー）※ソフト版
- 人魚姫（ジェン社長）
- ニンジャ・チアリーダー（ジミー〈マックス・ペルリッチ〉）
- ネバー・ダイ・アローン（ムーン〈クリフトン・パウエル〉）
- ノッティングヒルの恋人（マーティン〈ジェームズ・ドレイファス〉）※日本テレビ版
- ノボケイン/局部麻酔の罠（ハーラン・サングスター〈イライアス・コティーズ〉）
- バーバー（ビッグ・デイヴ・ブリュースター〈ジェームズ・ガンドルフィーニ〉）
- 陪審員 ※日本テレビ版
- ハイヌーン（マンゾーニ〈ジョー・プレスティア〉、ジュールダン）
- HAKUGEKI 迫撃（ベルリエ〈ジェラール・ドパルデュー〉）
- 8月の家族たち（チャールズ・エイケン〈クリス・クーパー〉）
- バットマン ビギンズ（アルフレッド・ペニーワース〈マイケル・ケイン〉）※フジテレビ版
- ハッピー・フューネラル（ヨーヨー〈グォ・ヨウ〉）
- ハッピー・ブロンド（アルフレッド）
- パトリオット ※テレビ東京版
- バトルフィールド・アビス（エイハブ艦長〈バリー・ボストウィック〉）
- バビロンZ（クルツ）
- ハムナプトラ/失われた砂漠の都（ベニー〈ケヴィン・J・オコナー〉）※日本テレビ版
- パラサイト2000（ダグ）
- バレット モンク（老師）※テレビ東京版
- バンク・ジョブ（バンバス、ブラウン）
- ハンナ・モンタナ/ザ・ムービー（オズワルド・グレンジャー）
- PAN 〜ネバーランド、夢のはじまり〜（ロフティー[76]）
- ヒッチャーII 心臓"完全"停止（署長）
- ピノキオとゼペット（ストロンボリ〈ブレント・スパイナー〉）
- ピノキオ ニュー・アドベンチャー（フランボウ〈ウド・キア〉）
- ファイナル・ステージ（牧師〈イアン・マクニース〉）
- ファイナル・デスティネーション ※ソフト版
- ファンタスティック・ビーストと黒い魔法使いの誕生（ニコラス・フラメル〈ブロンティス・ホドロフスキー〉[77]）
- フィフス・エレメント（パッコリー教授）※テレビ朝日版
- 不眠症 オリジナル版 インソムニア（ヨン・ホルト〈ビョルン・フローバルグ〉）
- ブライアン・ジョーンズ ストーンズから消えた男（ガイシン〈ラルフ・ブラウン〉、メアリーの父）
- ブラックホーク・ダウン（ダニー・マクナイト中佐〈トム・サイズモア〉、オスマン・アット）※ソフト版
- ブラボー火星人2000（ズート〈ウェイン・ナイト〉）
- フリーマネー（新所長〈マーティン・シーン〉）
- フル・フロンタル（アーサー〈エンリコ・コラントーニ〉）
- ブレイク・ビーターズ（フランクの父）[78]
- プレジデントマン/地獄のステルスコマンド（サンティアゴ）※テレビ東京版
- フロスト×ニクソン（スフィティー・リザール〈トビー・ジョーンズ〉）
- フロントライン/戦略特殊部隊（マルティ・ラッシナ）
- プンサンケ（キム課長〈ハン・ギジュン〉）
- ベートーベン4（ナイジェル・ビガロー）
- ベートーベン5（ハロルド・ハーマン〈ジョン・ラロケット〉）
- ペイチェック 消された記憶（ドッジ捜査官〈ジョー・モートン〉）※テレビ朝日版
- ペイバック（アーサー・ステグマン〈デヴィッド・ペイマー〉）※日本テレビ版
- ベイブ/都会へ行く（フリーリック〈アダム・ゴールドバーグ〉）※ソフト版
- ベッカムに恋して（アラン・パクストン）
- ベッドタイム・ストーリー（インディアンの酋長 / 強盗〈ロブ・シュナイダー〉）
- ヘルボーイ（トム・マニング〈ジェフリー・タンバー〉）
- ヘルボーイ/ゴールデン・アーミー（トム・マニング〈ジェフリー・タンバー〉）
- ヘルレイザー ゲート・オブ・インフェルノ（バーニー）
- ヘンゼルとグレーテル（トロル〈ボブキャット・ゴールドスウェイト〉）
- ホーボー・ウィズ・ショットガン（ドレイク）
- ホーム・アローン3（オウムの声）※フジテレビ版
- ボーンシリーズ
  - ボーン・アルティメイタム（ニール・ダニエルズ〈コリン・スティントン〉）※フジテレビ版
  - ジェイソン・ボーン（スミス〈ビル・キャンプ〉[79]）※BSテレ東版
- 謀議（フリードリヒ・ヴィルヘルム・クリツィンガー）
- 僕たちのサマーキャンプ/親の居ぬ間に…（デニス・ヴァン・ウェルカー〈クリストファー・ロイド〉）
- ぼくは怖くない（セルジオ・マテリア〈ディエゴ・アバタントゥオーノ〉）
- ほぼ300<スリーハンドレッド>（クセルクセス〈ケン・デイヴィシャン〉）
- マーダー・ライド・ショー（キャプテン・スポールディング〈シド・ヘイグ〉）
  - デビルズ・リジェクト マーダー・ライド・ショー2（キャプテン・スポールディング〈シド・ヘイグ〉）
- マーベルズ（ユスフ〈モハン・カプール〉[80]）
- マイアミ・ガイズ -俺たちはギャングだ-（ラウル・ヴェンタナ〈ミゲル・サンドバル〉、若き日のバット）
- マイ スウィート ガイズ（ジョー・ドミノ〈トム・サイズモア〉）
- マイティ・ジョー（ガース〈ピーター・ファース〉）※テレビ朝日版
- マガディーラ 勇者転生（シェール・カーン / ソロモン〈シュリハリ〉[81]）
- マキシマム・リスク（ペルマン〈ポール・ベン＝ヴィクター〉）※テレビ朝日版
- マスク2（ダニエル・モス〈スティーヴン・ライト〉）
- マダムと奇人と殺人と（ジェフ、バブリュット）
- マッドマックス/サンダードーム（ピッグキラー〈ロバート・グラッブ〉）※スーパーチャージャー版
- マッドマックス:フュリオサ（スメッグ〈デヴィッド・コリンズ〉[82]）
- マトリックス（タンク）※フジテレビ版
- マルコヴィッチの穴（初めての客）
- マルセイユの決着（ブロ警視〈ミシェル・ブラン〉）
- マルホランド・ドライブ（ダービー、エド）
- Mr.ディーズ（マーフ）
- Mr.マグー（ハヴィエル）
- ミラクル・ニール!（穏健派宇宙人の声）
- メダリオン（アーサー・ワトソン〈リー・エヴァンス〉）
- メタルヘッド（ポール〈レイン・ウィルソン〉）
- メラニーは行く!（ボビー・レイ〈イーサン・エンブリー〉）
- メン・イン・ブラック2（スクラッド / チャーリー〈ジョニー・ノックスビル〉）※劇場公開版
- メン・イン・ブラック3（ミスター・ウー〈キーオン・ヤング〉）
- モスクワ・ゼロ（アンドレイ〈ヴァル・キルマー〉、セルゲイ〈ラデ・シェルベッジア〉）
- モニカ・ベルッチのエッチなだけじゃダメかしら?（チェーザレ・ランバルディ）
- モルタデロとフィレモン（フィレモン）
- モンスター上司（ボビー・ペリット〈コリン・ファレル〉）
- 野蛮なやつら/SAVAGES（デニス〈ジョン・トラボルタ〉）
- ユー・ガット・メール（チャーリー〈マイケル・バダルコ〉）※フジテレビ版
- 48時間PART2/帰って来たふたり ※日本テレビ版
- ラスト・ヒーロー・イン・チャイナ 烈火風雲（ロバート）※DVD版
- ラスト・プリンセス 大韓帝国最後の皇女（高宗〈ペク・ユンシク〉）
- ラスト・ホリデイ（グプタ医師）
- ラッシュアワー3（ジョージ〈イヴァン・アタル〉）
- ラビナス（トフラー2等兵〈ジェレミー・デイビス〉）
- ランダウン ロッキング・ザ・アマゾン ※テレビ東京版
- リトル★ニッキー（ジョン、のぞき魔〈ジョン・ロヴィッツ〉）
- リトル・マーメイド（マリガン〈ジョン・デクニッシュ〉[83]）
- ルルの冒険 〜黄金の魂〜（ネクロマンサー〈ラース・ミケルセン〉）
- 霊視（ギデオン・ウッド、アルヴィン）
- レイダース 失われた魔宮と最後の王国（ローベルト）
- レジェンド・オブ・ゾロ（フレイ・フェリペ神父〈ジュリオ・オスカー・メチョソ〉）※日本テレビ版
- レジェンド・オブ・ドゥーム（ドレイク〈ビリー・ドラゴ〉）
- レッド・ブロンクス（ビルおじさん〈トン・ピョウ〉）※テレビ東京版
- 恋愛ルーキーズ（ドクターP〈ビリー・ボブ・ソーントン〉）
- ロード・オブ・ザ・リング/王の帰還（デアゴル〈トーマス・ロビンズ〉）
- ロード・トゥ・パーディション（カルヴィーノ）
- ロスト・キッズ（ボイド〈レジナルド・ヴェルジョンソン〉）
- ロック・ミー・ハムレット!（ダナ・マーシュズ〈スティーヴ・クーガン〉）
- ロッタちゃんと赤いじてんしゃ（パパ〈クラース・マルムベリィ〉）※ソフト版
- ロッタちゃん はじめてのおつかい（パパ〈クラース・マルムベリィ〉）※ソフト版
- 私の頭の中の消しゴム（イ医学博士）※フジテレビ版
- 悪いことしましョ!（ボブ / ロベルト / ナンパ男 / スポーツキャスター3〈ポール・アデルスタイン〉）※ソフト版
- ワンス・アポン・ア・タイム・イン・アメリカ（ファット・モー）※DVD・BD版
- ワンダーウーマン（パトリック・モーガン卿〈デヴィッド・シューリス〉[84]）
- わんわん!ホーム・アローン2（スリック）

#### ドラマ
- アーリャマーン EPISODE I 帝国の勇者（ドルダール）
- iCarly（ルーバート〈ジェレミー・ローリー〉）
- アガサ・クリスティー ABC殺人事件（2018年版）（イェランド巡査部長〈マイケル・シェーファー〉[85]）
- アガサ・クリスティー ミス・マープル
  - 動く指（カーデュー・パイ）
  - 復讐の女神（デレク・ターンブル）
  - チムニーズ館の秘密（ジョージ・ローマックス〈アダム・ゴドリー〉）
- 赤と黒（クァク班長〈キム・ウンス〉）※NHK版
- アラビアン・ナイト〜千一夜物語（ランプの精、指輪の精ジニー）
- アリー my Love
- アンフォゲッタブル 完全記憶捜査
  - シーズン1 #22（サム・ローズ〈イライアス・コティーズ〉）
  - シーズン2 #7（マーティ〈スコット・ソワーズ〉）
- ER緊急救命室
  - シーズン10 #16（アンソニー・ウェリング〈ジェームス・レオ・ライアン〉）
  - シーズン14（ハビエル）
- イタズラなKiss〜Playful Kiss（オ・ギドン〈カン・ナムギル〉）
- 宇宙船レッド・ドワーフ号（クライテン〈ロバート・リュウェリン〉）※シーズン9から
- エイリアス〜2重スパイの女（マーシャル・フリンクマン〈ケヴィン・ワイズマン〉）
- F.B.EYE!! 相棒犬リーと女性捜査官スーの感動!事件簿 #6（ヴィンス・トーマ）
- 女の香り（ユン・ボンギル〈キム・グァンギュ〉）
- カササギ殺人事件（アラン・コンウェイ〈コンリース・ヒル〉）
- カリフォルニケーション シーズン4 #4（ジグ・サミタウアー〈フィッシャー・スティーヴンス〉）
- 華麗なるペテン師たち4（アッシュ・モーガン）
- 巌窟王〜モンテ・クリスト伯（ジュップ）
- 宮 -Love in Palace-（チェギョンの父〈カン・ナムギル〉）
- キング・オブ・キングス（ルスタン、シエイエス、教皇〈ジョン・ウッド〉）※ソフト版
- グッド・ドクター 名医の条件（アーロン・グラスマン〈リチャード・シフ〉[86]）
- glee/グリー（医者）
- グレイズ・アナトミー6（ダン）
- ゲーム・オブ・スローンズ（パイアット・プリー〈イアン・ハンモア〉）
- 刑事ナッシュ・ブリッジス（トニー・ブッチェリー（二代目））
  - シーズン2 #3（トレイシー・アルノ）
- ケネディ家の人びと（ジョン・エドガー・フーバー長官〈エンリコ・コラントーニ〉）
- THE VISITOR ザ・ビジター #2（ルイス・ファラデー）
- 三国志 Three Kingdoms（魯粛〈フォ・チン〉）
- シェルビーの事件ファイル シリーズ1（ハイライン刑事）
- シックス・フィート・アンダー（ナサニエル・フィッシャー〈リチャード・ジェンキンス〉）
- 射鵰英雄伝（周伯通〈サオ・リャン〉、丘処機〈ジウ・ハオドン〉）
- 主任警部モース（ルイス部長刑事）
- ジョーイ シーズン2 #2（ケヴィン・スミス）
- 新・刑事コロンボシリーズ
  - 復讐を抱いて眠れ（ロジャー・ギャンブルズ）※日本テレビ版
  - 奪われた旋律（アーチー）※日本テレビ版
- 神鵰侠侶（周伯通〈サオ・リャン〉）
- 新・逃亡者（バスケラ〈ファン・フェルナンデス〉）※VHS版
- スタートレック:ヴォイジャー（レジナルド・バークレー〈ドワイト・シュルツ〉）
- スティーヴン・キングのローズ・レッド（エメリー・ウォーターマン〈マット・ロス〉）
- スノー・クイーン 〜雪の女王〜（チャールズ・デムーア）
- スパイダー・エンジェル MISSION 3:マインド・ゲーム（ネイソン・リム博士）
- セックス・アンド・ザ・シティシリーズ（スタンフォード・ブラッチ〈ウィリー・ガーソン〉）
  - SEX AND THE CITY
  - セックス・アンド・ザ・シティ
  - セックス・アンド・ザ・シティ2
  - AND JUST LIKE THAT... / セックス・アンド・ザ・シティ新章[87]
- 蒼穹の昴（栄禄（初暁））
- ダークエンジェル シーズン2 #15（ダギー・コラントニオ）※ソフト版
- 第一容疑者7 裁かれるべき者（ジェリー・ランキン巡査部長）
- 大草原の小さな家（ネルス・オルソン〈リチャード・ブル〉[88]）※NHK-BS4K版
- 大地の子（馮長幸）
- TOUCH/タッチ（アヴラム）
- タバサ #12（ペンギン博士）
- チェオクの剣（ペク・チュワン〈イ・ハヌィ〉）
- デスパレートな妻たち（バーン、ヘンリー・ゲーブル）
- デューン/砂の惑星（スティルガー〈ウーヴェ・オクセンクネヒト、スティーヴン・バーコフ〉）
- トーチウッド 人類不滅の日（アレン・シャフィーロ〈ジョン・デ・ランシー〉）
- 突然!サバイバル（ラッセル）
- となりのサインフェルド（ジョージ・コスタンザ〈ジェイソン・アレクサンダー〉）※ソフト版
- トワイライト・ゾーン シーズン2 #3 「本性」 （ハリー〈イーサン・エンブリー〉）
- ニキータ 第3 -（ミック・シュトッペル / ミスター・ジョーンズ）
- バーン・ノーティス 元スパイの逆襲（カーソン・ハクスリー、トム・プレスコット）
- Happy!（フランシスコ・スカラムッチ〈リッチー・コスター〉）
- 春のワルツ（イ・ジョンテ〈イ・ハヌィ〉）
- ファンタスティック・カップル（コン室長）
- ふたりはお年ごろ（マヌエロ・デル・バル〈テイラー・ネグロン〉）
- ふたりは最高!ダーマ&グレッグ
  - シーズン4 #22・24（ラッセル・ゴットリーブ）
  - シーズン5 #16（ラリット〈エリック・アヴァリ〉）
- プライミーバル シーズン2 #3（ピーター・キャンベル）※NHK版
- フロム・ジ・アース/人類、月に立つ（バズ・オルドリン〈ブライアン・クランストン〉）※ソフト版
- 海雲台の恋人たち（プ・ヨンド〈パク・サンミョン〉）
- 紅はこべ2 #05（アントワーヌ・ピカール）
- ヘムロック・グローヴ（ノーマン・ゴッドフリー〈ダグレイ・スコット〉）
- 弁護士イーライのふしぎな日常（ドクター・チェン〈ジェームズ・サイトウ〉）
- ホテル・バビロン（メイチン）
- ホワイトチャペル 終わりなき殺意（エドワード・バッカン〈スティーヴ・ペンバートン〉）
- MAD MEN（ジミー・バレット〈パトリック・フィッシュラー〉）
- マット・ルブランの元気か〜い?ハリウッド!（マーク・ラピダス〈ジョン・パンコウ〉）
- マペット放送局（ジョージ・タケイ）
- ミステリー・ゾーン シーズン1 #3（アル・デントン〈ダン・デュリエ〉）※ソフト版、#19 （E・L・ガンサー大尉〈バーニー・フィリップス〉）
- ミズ・マーベル（ユスフ）
- ミディアム5 霊能者アリソン・デュボア（ラッセル・バージェス）
- 名探偵ポワロ
  - 「マースドン荘の惨劇」（サミュエル・ノートン）※完全版DVD吹替追加録音部分
  - 「エッジウェア卿の死」
- 名探偵モンク5（デビットラスキン）
- 名探偵モンク7
- ラスベガス（クリーム）
- ラッシュアワー #4（トロイ・ノヴァチェク、ヒューゴ・クリーグ）
- リンカーン 殺人鬼ボーン・コレクターを追え!（ボーン・コレクター〈ブライアン・F・オバーン〉[89]）
- レジェンド・オブ・トゥモロー（ヴァンダル・サベッジ〈キャスパー・クランプ〉）
- ONE PIECE（ブードル）

#### アニメ
- アイアン・ジャイアント（フロイド・ターボ）
- アイス・エイジシリーズ
  - アイス・エイジ
  - アイス・エイジ3/ティラノのおとしもの（バック）
  - アイス・エイジ5/止めろ! 惑星大衝突（バック）
  - アイス・エイジ バックの大冒険（バック）
- アダムス・ファミリー（司祭[90]）
- アドベンチャー・タイム（レモングラブ）
- アトミック・ベティ（マキシマスIQ）
- アニマル天国は今日も晴れ（ラリー）
- アングリーバード（レオナルド）
  - アングリーバード2[91]
- アントブリー（フライ）
- ウッディー・ウッドペッカーのホリデーは大冒険（トゥイーキー）
- 王様と私（マスター・リトル）
- おさるのジョージ（ピスゲッティ〈代役〉、フェイルセーフ、ブルーノ）
- おさるのジョージ6/いざ出航!キャプテン・ジョージ（ロッコ）
- カーズ（キング / ストリップ・ウェザース）
  - カーズ/クロスロード
- ガーフィールドと仲間たち（ピエロのディンキー）
- 怪盗グルーのミニオン超変身（サイラス・ラムズボトム[92]）
- キャッツ・ドント・ダンス（フラニガン）
- キム・ポッシブル（ダフ・キリガン）
- クイア・ダック ザ・ムービー（オープンリー・ゲイター）
- サウスパーク（ハビシャス夫人、イギリス人、弁護士）
- ザ・シンプソンズ MOVIE（クラスティー）※劇場公開版
- ザ・ペンギンズ from マダガスカル（エルマー）
- サンダーバード ARE GO（アロイシャス・パーカー）
- ジェネレーター・レックス（シックス）
- シュガー・ラッシュ（男ゾンビ[93]）
- シルベスター&トゥイーティー ミステリー
- スーパーヒーロー・パンツマン（プーピーパンツ教授）
- スター・ウォーズ・シリーズ（C-3PO）
  - スター・ウォーズ ドロイドの大冒険 ※DVD版
  - スター・ウォーズ クローン大戦
  - スター・ウォーズ/クローン・ウォーズ
  - スター・ウォーズ/クローン・ウォーズ（テレビシリーズ）（パントラ議会代議員、イーブン・ピール）
  - LEGO スター・ウォーズ パダワン・メナス
  - ロボット・チキン（パルパティーン皇帝 他）
  - LEGO スター・ウォーズ エンパイア・ストライクス・アウト
  - スター・ウォーズ 反乱者たち
  - LEGO スター・ウォーズ/たたかえ!レジスタンス
  - LEGO スター・ウォーズ/フリーメーカーの冒険
  - スター・ウォーズ/フォース・オブ・デスティニー
  - スター・ウォーズ レジスタンス
  - LEGO スター・ウォーズ/ホリデー・スペシャル
  - LEGO スター・ウォーズ/サマー・バケーション
  - LEGO スター・ウォーズ/リビルド・ザ・ギャラクシー
- ソーセージ・パーティー（火酒）
- タンタンの冒険/ユニコーン号の秘密（ベン・サラード）
- チャウダー（ムーング・ダール）
- チャギントン（スピーディー[94]）
- DC がんばれ!スーパーペット（ドッグ＝エル[95]）
- トムとジェリー オズの魔法使（案山子/ハンク）
- トムとジェリー すくえ!魔法の国オズ（案山子/ハンク）
- ドルーピー（オオカミ）
- バルト 新たなる旅立ち（テリア）
- パワーパフガールズ（師匠）
- ヒックとドラゴンシリーズ（ゲップ）
  - ヒックとドラゴン
  - ヒックとドラゴン 〜バーク島の冒険〜
  - ヒックとドラゴン 聖地への冒険[96]
- ヒルダの冒険（プーカ）
- ブーンドックス（ラッカス）
- フリージ（アッガー、長老、王様、医者、ラジオ司会者、大富豪、女囚人C、地元の男性A）
- ヘラクレス（パン王）
- ボックストロール（アーチボルト・スナッチャー）
- マイリトルポニー〜トモダチは魔法〜（大ウミヘビ）
- マウス・タウン ロディとリタの大冒険（軍曹、ハロルド）
- マドレーヌ（ペピートの父）
- ラマになった王様（職員、ハエ）
  - ラマだった王様 学校へ行こう!（フラコ・モレグアコ氏、職員、バート）
- リック・アンド・モーティ（ゴールデンフォールド先生）
- リトル・マーメイドII Return to The Sea（ルイ）
- リトル・レッド レシピ泥棒は誰だ!?（カーク）
- ルーニー・テューンズ・ショー（ビーキー）
- LEGO(R)ジュラシック・ワールド:インドミナス大脱走!（マスラニ）
- レゴニンジャゴー ザ・ムービー
- LEGO® ムービー（宇宙飛行士のベニー、グリーンランタン）
  - レゴ ムービー 2
- レックス・ザ・ラント（スティンキー・バジル）
- ロイヤルコーギー レックスの大冒険（ネルソン[97]）

#### 人形劇
- きかんしゃトーマス 魔法の線路（ドッジ）

#### テレビ番組
- サージェント・ペパー〜ビートルズの音楽革命（2017年11月3日、NHK BSプレミアム） - 日本語版ハワード・グッドールの声

### ボイスオーバー
- 地球ドラマチック
  - 「古代マヤ文字を解読せよ」
  - 「UFO出現!?そのとき何が?〜三角形の飛行物体の謎〜」
  - 「カッシーニ 土星探査の軌跡」
  - 「太陽と人類 すべては太陽から始まった」

### テレビドラマ
- 松本清張生誕100年記念スペシャルドラマ・火と汐（2009年） - ナレーション

### 特撮
- 仮面ライダーアギト（2001年、謎の声）
- 手裏剣戦隊ニンニンジャー（2015年、上級妖怪ビンボウガミの声）

### CM
- トヨタ プリウス（C-3PO）

### その他コンテンツ
- SANKYO『CRフィーバースター・ウォーズ ダース・ベイダー降臨』（C-3PO）
- 東京ディズニーランド『スター・ツアーズ:ザ・アドベンチャーズ・コンティニュー』（C-3PO）

### シリーズ一覧
1. ↑  第1期（2009年）、第2期『f』（2010年）
2. ↑  第1期『GENESIS』（2014年）、第2期『VIRGIN SOUL』（2017年）
3. ↑  第1期（2016年）、第2期『-助六再び篇-』（2017年）
4. ↑  第2期『戒めの復活』（2018年）、第3期『神々の逆鱗』（2019年 - 2020年）
5. ↑  第1期（2021年）、第2期『真・進化の実～知らないうちに勝ち組人生～』（2023年）
6. ↑  『劇場版 TIGER & BUNNY -The Beginning-』（2012年）
『劇場版 TIGER & BUNNY -The Rising-』（2014年）